# Атуот
Атуот (Atwot, Reel, Thok Cieng Reel, Thok Reel) — нилотский язык, на котором говорит народ атвот (реель), проживающий в ареале адор-динка около деревни Йирол, на юге ареала джур-модо, на западе ареала агар-динка около озера Ньибор, на севере ареала чиек-динка около деревни Панекар и на юге округа Западный Йирол штата Озёрный в Южном Судане. Также имеет диалекты чиенг-луай и чиенг-нхьям. Сходство в лексике: 77 % с нуэр и 49 % с языками динка.
Народ атвот живёт среди группы племён динка; в 100 км от народа нуэр, но имеют с ними общие пастбища. Подчинённые племена: акот, апак, джикей (роркек), джилек, куэк и луак. На диалекте говорят племена акот, джилек и луак, а на диалекте чиек-нхьям говорят племена джикейи и куэк.
Письменность на латинской основе: A a, Ä ä, B b, C c, D d, Dh dh, E e, Ë ë, Ɛ ɛ, Ɛ̈ ɛ̈, G g, Ɣ ɣ, I i, Ï ï, J j, K k, L l, M m, N n, Nh nh, Ny ny, Ŋ ŋ, O o, Ö ö, Ɔ ɔ, Ɔ̈ ɔ̈, P p, R r, T t, Th th, U u, W w, Y y.